# 어니 뱅크스
어니스트 "어니" 뱅크스(영어: Ernest "Ernie" Banks, 1931년 1월 31일 ~ 2015년 1월 23일)는 "미스터 컵"(Mr. Cub) 또는 "미스터 선샤인"(Mr. Sunshine)이라는 별명으로 잘 알려진 미국의 전 메이저 리그 베이스볼 (MLB) 선수로, 1953년부터 1971년까지 뛰었으며 포지션은 주로 유격수와 1루수를 맡았다. 메이저 리그에서 줄곧 시카고 컵스 한 팀에서만 선수 생활을 했다. 메이저 리그를 통틀어 역대 최고의 선수를 꼽을 때 이름이 언급되는 선수들 중 한 명이다.
1950년에 프로 야구 선수로 데뷔, 니그로 리그 베이스볼 팀 캔자스시티 모나크스에서 뛰었다. 그 뒤로 2년 동안 병역의 의무를 진 뒤 MLB에 데뷔하기 전이었던 1953년 9월에 모나크스 팀에 복귀했다. 1955년을 시작으로 내셔널 리그 (NL) 올스타에 11번 선정되었고, 치러진 15번의 올스타전 경기 가운데 13번 경기장을 나섰다. 1950년대 후반 컵스를 대표하던 선수였던 그는 1958년과 59년 내셔널 리그 최우수 선수에 선정되었으며, 1960년에는 컵스 선수로서는 최초로 골드글러브를 수상하기도 했다.
1962년부터 시카고 컵스의 주전 1루수를 맡았다. 1960년대 중반 컵스의 리오 더로셔 감독은 팬들의 열렬한 지지 때문에 부진할 때도 뱅크스를 계속 기용해야 한다며 불만을 드러내기도 했다. 1967년부터 1971년까지는 선수 겸 코치로도 뛰었다. 1969년 지역지 시카고 선타임스가 진행한 팬 투표에서 역대 시카고 컵스 최고의 선수로 선정되었다. 1970년에 리글리 필드에서 500 홈런이라는 금자탑을 쌓았다. 1971년 시즌을 마지막으로 은퇴를 선언했으며, 1982년에는 컵스 최초의 영구 결번 선수가 되었다. 은퇴 다음 해부터 컵스의 코칭 스태프를 맡았다.
어니 뱅크스는 야구장 안에서 뿐만 아니라 밖에서도 본받을 만한 모습을 보여주었다. 선수 시절은 물론 은퇴 후에도 시카고 지역 사회를 위해 기여했다. 자선 단체를 세웠고, 미국 최초의 흑인 포드 모터 컴퍼니 딜러가 되었으며, 지역 경찰서를 위한 지원을 하기도 했다. 1977년 야구 명예의 전당에 입성했다. 1999년에 메이저 리그에서 선정한 올센추리 팀에 이름을 올렸다. 2013년 스포츠 분야에서의 기여로 대통령 자유 훈장을 받았다. 로스앤젤레스에서 여생을 보냈다.

## 어린 시절과 메이저 입문 이전
어니 뱅크스는 1931년 1월 31일 미국 텍사스주 댈러스에서 에디와 에시 뱅크스의 12명의 자녀 중 둘째로 태어났다. 건설업계에서 종사하면서 식품점 체인에서 창고 운반 일도 했던 뱅크스의 아버지는 텍사스 주의 흑인 세미 프로 팀에서 야구를 했다. 어린 어니 뱅크스는 야구보다는 수영이나 농구, 풋볼을 더 재미있어 했다. 뱅크스의 아버지는 동네 구멍가게에서 3달러가 채 안되는 야구 글러브를 사주면서 어린 뱅크스가 야구에 흥미를 느끼길 바랐다. 반면 뱅크스의 어머니는 뱅크스가 할아버지를 따라 목회자의 길을 잇기를 원했다.
1950년 부커 T. 워싱턴 고등학교를 졸업했다. 고교 시절 이미 농구, 풋볼, 육상 등 모든 스포츠에서 두각을 나타냈고, 그 중에서도 특히 400m를 52초에 주파할 정도로 주력이 뛰어났다고 한다. 하지만 학교에 야구부는 없어서 여름에만 교회에서 패스트피치 소프트볼을 했다. 또한 세미 프로 야구 팀인 아마릴로 콜츠라는 팀에서 뛰기도 했다. 역사 교수 티모시 길포일의 말에 따르면, 당시 니그로 리그 베이스볼 팀 캔자스시티 모나크스의 스카우터 빌 블레어가 어니 뱅크스의 야구 재능을 알아보고 그를 팀에 영입했다고 한다. 다른 기록에서는 모나크스의 쿨 파파 벨이 눈에 띈 그를 팀에 데리고 왔다고 한다.
1951년, 한국 전쟁 발발로 인해 유럽에 있던 미군 병력이 빠져나가자 급히 충원이 필요해진 미국 군대에 징집되어 독일에서 일정 기간 복무를 했다. 텍사스주 포트 블리스에 배치받았을 때는 고사포 제45대대에서 기수를 맡았고, 가끔씩 농구팀 할렘 글로브트로스에서 뛰기도 했다. 1953년 복무를 끝내고 남은 시즌 모나크스에서 뛰며 .347의 고타율을 기록했다. 시간이 흐른 후, 어니 뱅크스는 "캔자스시티 모나크스에서 뛰는 것은 마치 내 학교, 내 학문, 내 세계와 같았다. 그것은 나의 삶 전체였다."고 고백했다.

## 메이저 리그 경력

### 데뷔와 활약의 시작

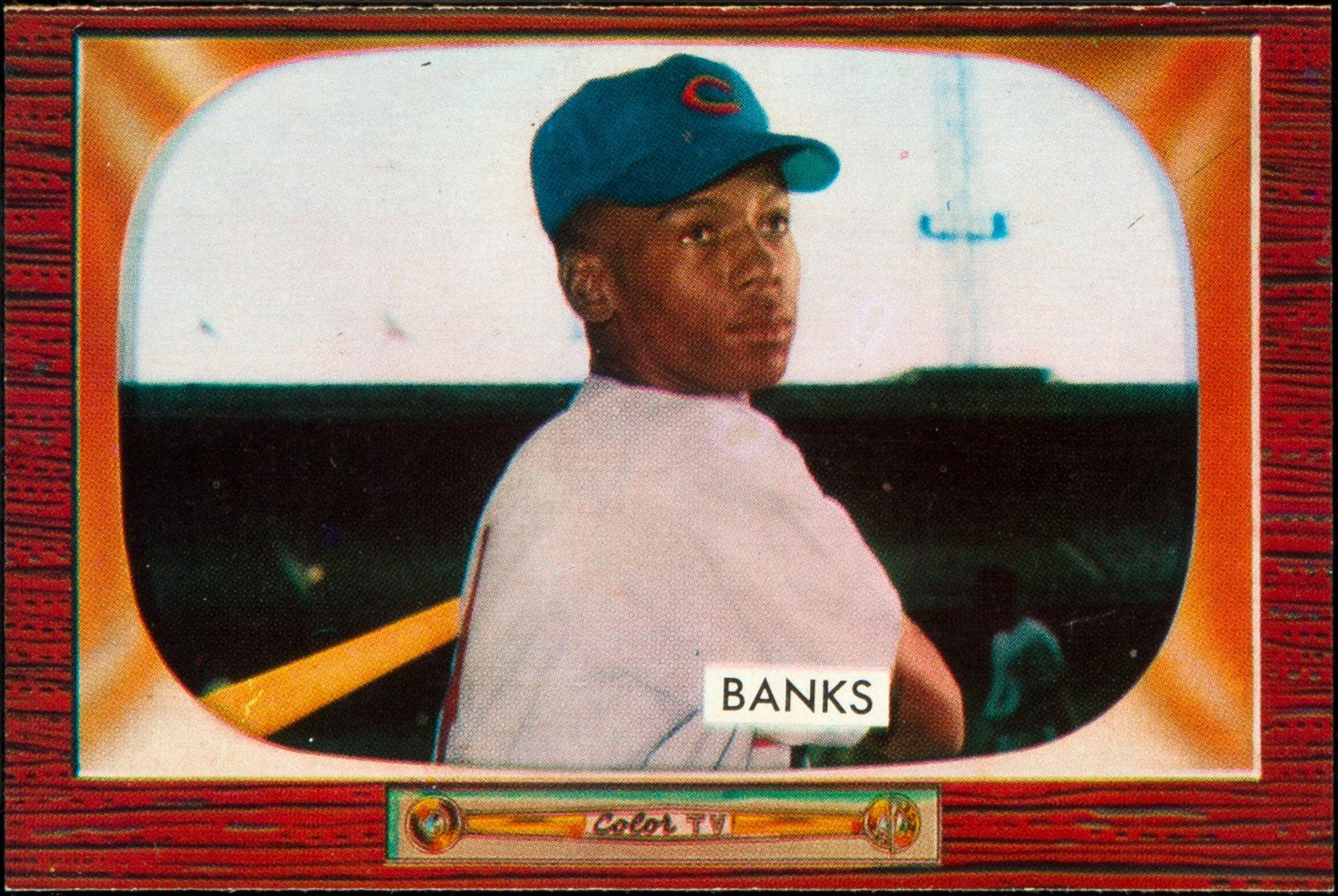
1955년 앳된 모습의 어니 뱅크스.

1953년 가을에 시카고 컵스는 캔자스시티 모나크스에 2만 5천 달러를 지불하고 뱅크스와 2천 달러에 계약했다. 그 해 9월 17일 리글리 필드에서 22살의 나이로 메이저 리그 데뷔를 했으며, 그 해 시즌 모두 10경기를 뛰었다. 어니 뱅크스는 시카고 컵스 최초의 흑인 선수이자 마이너 리그를 거치지 않고 바로 메이저 데뷔를 한 몇 안되는 니그로 리그 출신 선수 중 한 명이었다. 당시 메이저 리그에 존재했던 인종의 장벽에 대해 뱅크스가 바라봤던 관점에 대해서는 야구 작가 래리 모피와 조너선 크론슈타트가 다음과 같이 적고 있다. "(뱅크스가) 공격적으로, 전투적으로 대응하지는 않았다. 자기 생계 유지에만 바빴지, 세상을 바꿀 정도의 여유는 없었다. 가끔 사람들이 그를 엉클 톰(Uncle Tom)이라 놀려대도 그는 그냥 알겠다는 듯이 넘어갔을 거라는 이야기다."
어니 뱅크스가 야구에서의 입지를 통해 인종 장벽 문제에 대해 적극적으로 나서기보다 묵묵히 야구에만 집중했던 이유가 있었다. 뱅크스는 출전한 첫 경기에서 재키 로빈슨을 만났는데, 재키 로빈슨은 "어니, 메이저 리그에 온 것을 환영하네. 하지만 이제부터는 입은 닫고 그저 듣기만 하고 열심히 배우도록 해."로 뱅크스에게 충고를 해주었기 때문이다. "나도 처음 몇 년간은 말도 별로 안 했고, 잘 모르는 사람들도 많았어."라고 재키 로빈슨은 덧붙여 주었다. 하지만 어느 정도 시간이 흐른 뒤부터는 뱅크스 또한 더 목소리를 내고 싶어 했고, 이러한 문제에 대해서 그에게 그냥 조용히 있는게 좋을 것이라고 말한 팀 동료 흑인 선수 빌리 윌리엄스와 논쟁을 벌이기도 했다. 윌리엄스는 가만히 있다가 입을 한 번 열기만 하면 낚싯대 바늘에 걸리는 물고기의 논리를 들며 그에게 반박을 했다. 뱅크스는 당시를 회상하며 "나는 계속해서 입을 닫은 채로 있었지만, 계속해서 작은 변화나마 이끌어 내고 싶었다. 내 삶 전체에 있어서, 단지 나는 사람들이 좀 더 달라지고 나아지기를 바랐을 뿐이었다."고 말했다.
본격적인 루키 시즌이었던 1954년, 그의 키스톤 콤비 파트너는 컵스의 두 번째 흑인 선수였던 진 베이커로, 둘은 원정 경기에서도 같은 방을 썼다. 뱅크스와 베이커는 메이저 리그 역사상 최초의 흑인 키스톤 콤비였다. 스티브 빌코가 1루를 볼 때면, 컵스의 아나운서 버트 윌슨은 6-4-3(뱅크스-베이커-빌코) 더블 플레이 장면에서 "빙고 투 뱅고 투 빌코"("Bingo to Bango to Bilko") 라고 장난스럽게 중계하곤 했다. 어니 뱅크스는 시즌 19홈런을 기록했으머 신인왕 투표에서는 월리 문에 뒤이어 2위에 올랐다. 당시 야구계에서는 대세처럼 여겨져 왔던 베이브 루스를 따라 1 kg 이상의 방망이를 쓰기 보다, 더 가벼운 방망이를 사용하는 것이 유행처럼 번지기 시작했다. 뱅크스도 이 흐름을 따랐는데, 어느 날 우연히 팀 동료가 쓰던 가벼운 방망이를 들어본 뒤, 그는 당시로서는 파격적인 880g의 방망이를 쓰기로 결정하고 자신의 강한 손목 힘을 바탕으로 빠르고 짧은 어퍼컷 스윙을 가져가기 시작했다.
가벼우면서 빠른 방망이는 다음 시즌부터 바로 효과를 나타냈다. 1955년 시즌에 어니 뱅크스는 타율 .295와 44홈런, 117타점을 기록했다. 올스타전에도 첫 출전해 내셔널 리그 선발 유격수로 나섰다. 이 해 시즌 어니 뱅크스의 44홈런은 메이저 리그 유격수 단일 시즌 최다 홈런 기록이었다. 또한 뱅크스는 하나의 기록을 더 세우는데 한 시즌 5개의 만루 홈런으로 메이저 리그 단일 시즌 최다 만루 홈런을 기록했으며, 이 기록은 이후 30년간 깨지지 않았다. 내셔널 리그 MVP 후보에도 선정되어 로이 캄파넬라와 듀크 스나이더에 이어 3위에 올랐다. 하지만 시카고 컵스의 시즌 최종 기록은 72승 81패로, 특히 77번의 원정 경기에서는 29번 밖에 이기지 못할 정도로 무기력한 모습을 보여주었다. 1956년, 어니 뱅크스는 손 골절상으로 인해 18경기에 출장하지 못했고, 이로 인해 데뷔 당시부터 이어오던 424경기 연속 출장 기록이 깨졌다. 이 해 최종 기록은 타율 .297, 28홈런 85타점이었다. 예비 선수로 올스타 명단에 이름을 올렸지만, 실제로 경기에 모습을 드러내지는 못했다. 1957년 시즌에는 .285의 타율과 43홈런 102타점을 기록했다.
1958년과 59년, 어니 뱅크스는 2년 연속으로 MVP를 수상한 첫 내셔널 리그 선수가 되었다. 1958년 시즌에는 .313의 타율에 47홈런으로 양대 리그 1위를, 1959년에는 타율 .304, 45홈런을 기록했으며, 특히 타점 부문에서 각각 129, 143타점으로 내셔널 리그 2년 연속 타점 1위를 차지했다. 1959년은 뱅크스가 입단한 뒤로 컵스가 그나마 가장 우승에 근접했던 시즌으로, 74승 80패를 기록했다.
1960년 시즌 어니 뱅크스는 변함없는 활약을 보여주며 41홈런으로 내셔널 리그 홈런왕을 차지했고, 117타점을 기록했으며, 지난 7시즌 중 6시즌에서 리그 최다 경기 출장을 했다. 또한 컵스 선수로서는 최초로 NL 골드 글러브 상(유격수 부문)을 수상했다. 사상 최초의 3년 연속 MVP도 노려봤지만, 투표에서는 4위에 그쳤다. 1960년 월드 시리즈 바로 직전에, 어니 뱅크스가 밀워키로 트레이드될 수 있다는 루머가 나돌았다. AP 통신사의 조 레이츨러 기자는 밀워키 브레이브스가 어니 뱅크스의 영입을 위해 투수 조이 제이, 칼튼 윌리, 돈 노테바트, 외야수 빌 브루턴, 유격수 조니 로건, 1루수 프랭크 토레를 트레이드 카드로 내놓았고 여기에 금액을 더 지불할 의사도 있다는 내용의 기사를 썼다.

### 1루수로의 전향
1961년, 어니 뱅크스는 복무 시절 다쳤던 무릎에 문제를 느꼈다. 이후 4경기 정도를 결장하면서 연속 출장 기록이 717경기에서 멈추게 되었고, 스탠 뮤지얼의 895경기 연속 출장 기록에 도달하지 못했다. 5월이 되어서 시카고 컵스는 제리 킨달이 기존에 뱅크스가 맡던 유격수를 대신하기로 하고 뱅크스는 좌익수로 포지션을 옮기기로 결정했다. 뱅크스는 후일에 당시 포지션으로 인해 겪었던 어려움을 두고 "좌측 잔디에서 뛸 때면 마치 물에 빠진 오리 같은 외로움을 느꼈다."고 답했다. 중견수 리치 애시번에게 좌익 수비에 대한 도움을 받으며 23경기에 나설 수 있었고 실책은 하나만을 기록했다. 6월에 접어들었을 때가 되어서야 선수 시절 1루를 맡았었던 찰리 그림 코치의 도움으로 1루수로 전향했다. 메이저 리그는 1959년부터 62년까지 매해 두 차례 올스타전을 개최했고, 1959년 올스타전의 첫 경기에서는 명단에 뽑히지 못했다. 그러나 두 번째 경기에선 예비 선수로 이름을 올려 대타로 경기에 나설 수 있었다.
컵스 구단은 1961년 시즌에 들어서면서 컬리지 오브 코치라는 이름의 야구 역사상 유례없는 무감독 집단 코치 체제를 도입했다. 1962년 시즌이 되면서 어니 뱅크스는 다시금 유격수로 뛰고 싶어 했지만, 컬리지 오브 코치는 오직 1루수가 아니면 출전하기 힘들 것이라는 이야기를 했다. 1962년 5월의 어느 날 어니 뱅크스는 전 컵스 투수 모 드라보스키에게 속구를 머리에 맞았고 의식을 잃은 채로 경기장 밖으로 실려나갔다. 뇌진탕으로 인해 이틀 밤새 병원에서만 머물러야 했고, 월요일 경기에서는 빠졌으나 다음날인 화요일 경기에는 출전해 3홈런과 1개의 2루타를 치며 성공적으로 복귀를 알렸다.
1963년 5월의 어느 한 경기에서 어니 뱅크스는 22개의 자살을 기록하며 1루수 한 경기 최다 기록을 세웠다. 하지만 이 해 시즌 어니 뱅크스는 볼거리에 걸려 경기에서 제대로 된 활약을 보여줄 수 없었고, 결국 .227의 저타율에 18홈런 64타점으로 비교적 저조한 성적을 기록하며 시즌을 마무리했다. 이러한 뱅크스의 부진에도 불구하고 소속팀 시카고 컵스는 1946년 이후 처음으로 5할이 넘는 승률을 기록하게 됐다. 오프 시즌에는 의사의 권고를 따라서 계속 해오던 핸드볼, 농구를 전혀 하지 않고 전 시즌 보다 방망이를 7파운드나 늘리며 1964년 시즌을 시작했다. 한편 시즌 전이던 2월에 컵스의 2루수 켄 헙스가 비행기 사고로 사망하는 사건이 일어났었다. 이 해 시즌 타율 .264, 23홈런 95타점을 기록했다. 소속팀 컵스는 8위에 그쳤고 315,000 달러 이상의 적자를 냈다. 1965년, 어니 뱅크스는 여느 때와 다름없은 활약을 펼치며 .265의 타율, 28홈런, 107타점을 기록했으며, 1루수로 올스타전에 선발 출장했다. 9월 2일에는 통산 400홈런을 기록했다. 시카고 컵스는 이번 시즌에서도 부진을 면치 못하면서 8위로 시즌을 마쳤고, 순전히 야구단 운영비로만 120만 달러의 적자를 냈다. 이 적자 폭은 텔레비전, 라디오 중계 수익과 미식 축구 팀 시카고 베어스에게서 받는 리글리 필드 임대료로 어렵게 메꾸어야만 했다.
1966년 시즌 리오 더로셔가 컵스의 새로운 감독으로 임명되었다. 컵스 구단은 더로셔 감독이 팀에 새로운 활기를 불어 넣어주기를 기대했다. 하지만 팀은 59승 103패를 기록하며 꼴지의 멍에를 뒤집어 썼고 이는 더로셔 감독 경력에 있어서도 최악의 시즌이었다. 어니 뱅크스 또한 슬러거의 명성 답지 않게 15홈런에 그쳤다. 리오 더로셔 감독은 나이가 들어 기량이 점차 노쇠해 가는 뱅크스를 트레이드하거나 덕아웃에 앉혀두고 싶어 했다. 후일 더로셔 감독은 당시를 회상하며 자서전에 다음과 같이 적었다.
"그는 당대에 훌륭한 선수였다. 하지만 운 없게도 나에게는 그렇지 않았다. 그리고 더욱 상황을 나쁘게 한 것은 당시에 내가 그를 어떻게 할 수 있는 방법이 없었다는 사실이다. 그는 잘 뛰지도 못했고, 수비도 평범했으며, 나중에는 제대로 타격조차 하지 못했다. 야구장 내에서는 본능적으로 잘하는 방법을 깨닫고 실행하는 선수들이 있다. 반대로 어니는 그렇지 못하는 선수들의 전형이었다. 하지만 나는 반드시 그를 기용해야만 했다. 그렇지 않으면 길거리에 당장이라도 폭동이 일어날 것임을 알기 때문에."
반면 뱅크스는 더로셔 감독에 대해 언급하면서, "선수 경력 초기에 나에게 그와 같은 분이 있었다면 어땠을까 싶다... 그는 이기기 위해서 조금 더 나아갈 수 있도록 나에게 도움을 주신 분이다."라고 더로셔 감독과는 다소 상반되는 좋은 기억의 인터뷰를 했다. 더로셔 감독은 뱅크스가 은퇴한 다음 해인 1972년 시즌 중반까지 컵스를 이끌었다.
은퇴 즈음에 출간된 회고록 미스터 컵(Mr. Cub)에서, 어니 뱅크스는 더로셔 감독과의 매끄럽지 못했던 관계가 인종 간의 갈등으로 너무 치부된 면이 있다며 그간의 일에 대한 자신의 생각을 다음과 같이 밝혔다.
"인종에 대한 나의 철학은 나는 나 자신이며 내 스스로 내 삶의 길을 걸어갈 것이라는 것이다. 나는 다른 누구의 의견도 따르거나 믿지 않는다. 나는 사람을 인격을 가진 주체로 바라본다. 피부색은 상관치 않는다. 어떤 사람들은 내가 흑인이라서 차별받기 때문에 절대로 공정하게 대우받지 못할 것이고, 그래서 내 의견을 내기 위해서는 목소리를 높여야 하며, 전투적인 모습을 보여줘야 한다고 말한다. 하지만 나는 그렇게 생각치 않는다. 당신은 당신의 의지로 바보를 설득시킬 수는 없다... 만약 누군가가 내가 흑인이라서 나를 싫어한다면, 그것은 아무렇지도 않다. 나는 나의 길을 갈 것이지만, 누군가가 내 삶을 바꾸도록 놔두지는 않을 것이다."
시카고 컵스는 1967년 시즌 어니 뱅크스에게 선수 겸 코치의 역할을 맡겼다. 어니 뱅크스는 존 보카벨라와 1루 주전 경쟁을 했다. 하지만 얼마 지나지 않아 더로셔 감독은 뱅크스에게 1루 베이스를 완전히 맡겼다. 뱅크스는 23홈런을 쳐냈고 95번 주자를 홈으로 불러들였으며, 올스타에 다시 한 번 뽑혔다. 1967년 시즌 후 아프리카계 미국인 대상 잡지 에보니의 한 기사에서는 어니 뱅크스가 6만 5천 달러(오늘날의 가치로 환산했을 때 약 46만 달러) 이상을 받을만한 활약을 해주고 있음에도 불구하고 그만한 돈을 받지 못하고 있다는 점을 지적했다. 뱅크스는 자신의 MVP 시즌이었던 1958년과 59년에 3만 3천 달러에서 5만 달러로 봉급이 수직 상승하는 것을 경험했었지만, 당시 주요 몇몇 MLB 선수들은 이미 10만 달러 이상을 받고 있었기 때문이다.

### 은퇴와 그 동안의 활약상

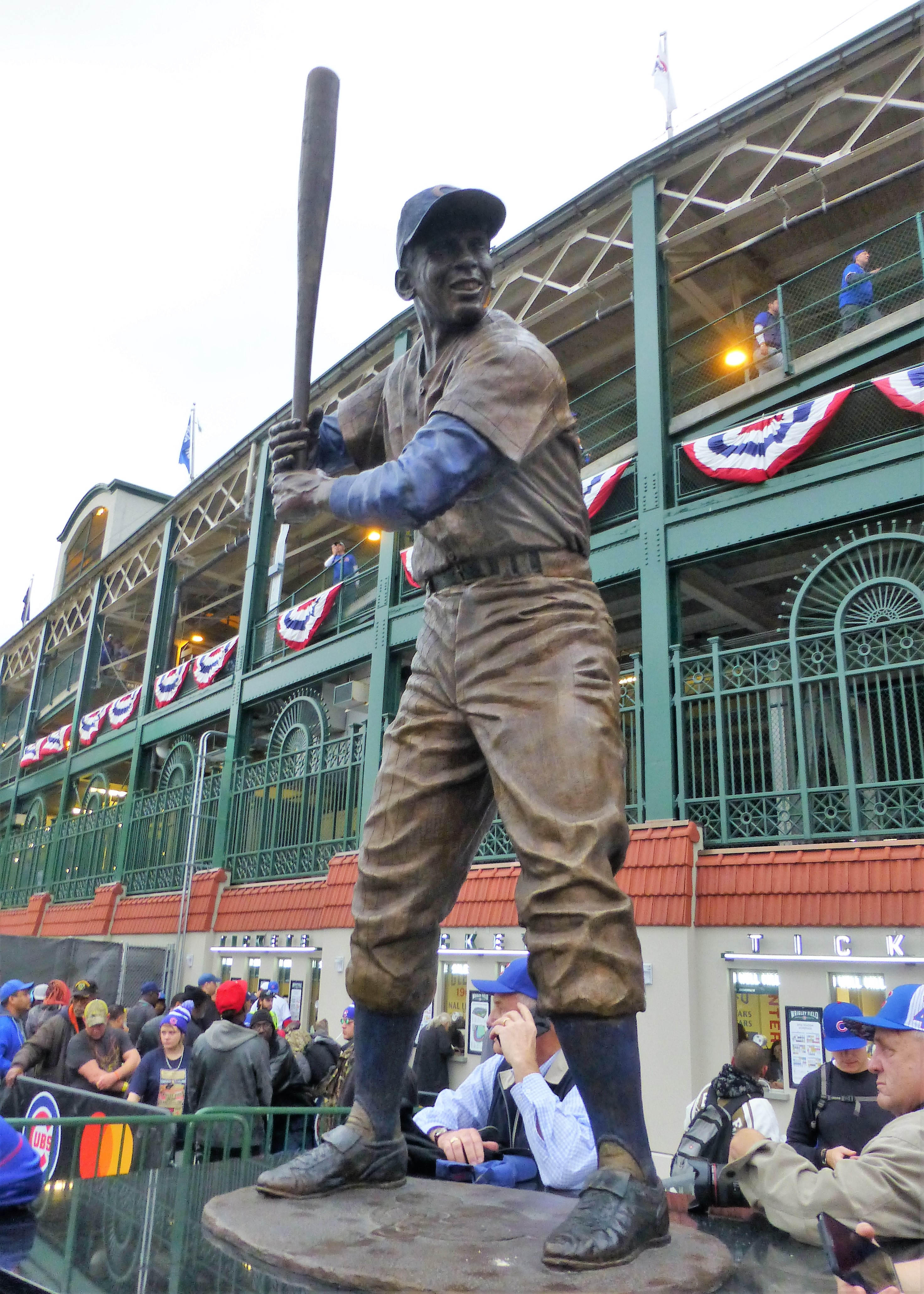
미국 시카고 리글리 필드 어니 뱅크스 동상

1968년 어니 뱅크스는 그 동안의 활약상과 경기장 안팎에서의 훌륭한 인품으로 루 게릭 메모리얼 어워드를 수상했다. 37세의 어니 뱅크스는 32홈런과 83타점을 기록하며 여전히 힘이 있음을 증명했지만, 타율은 .246에 머물렀다. 1969년 시즌은 컵스가 내셔널 리그 페넌트 레이스 우승에 가장 근접했던 해였다. 컵스는 8월까지 2위 팀과 8+1⁄2 경기 차로 1위를 하다가 막판에 무너지고 말았다. 이번 시즌에도 뱅크스는 어김없이 올스타전에 나섰는데 이는 그의 14번째이자 마지막 올스타전 출전 경기가 되었으며, 경기에는 대타로만 출전했다. 1970년 5월 12일 시카고에 있는 홈구장 리글리 필드에서 개인 통산 500홈런과 1600타점을 동시에 달성했다. 1971년 12월 1일, 어니 뱅크스는 선수로서 공식적으로 은퇴했지만 컵스에는 코치로 1973년까지 남아 있었다. 이후 다음 세 시즌 동안 마이너 리그에서 인스트럭터로 선수들에게 비법을 전수해주었고 컵스 프런트로도 일했다.
어니 뱅크스는 통산 512개의 홈런을 기록했으며, 그 중 227개는 유격수 시절 친 것으로 그의 은퇴 당시 포지션 역대 최고 기록이었다. 시카고 컵스 팀 기록 또한 대부분 그의 것으로 경기 출장 수(2,528), 타수(9,421), 장타(1,009), 누타수(4,706)에서 이름을 올리고 있다. 또한 어니 뱅크스는 뛰어난 내야수이기도 했다. 1960년 유격수 부문 골드 글러브 상을 수상했다. 5차례나 자살 부문에서 내셔널 리그 1위를, 세 번은 유격수로 한 차례는 1루수로서 내셔널 리그 수비율 1위를 했다.
어니 뱅크스는 포스트시즌을 경험하지 못한 선수 중 가장 많은 정규 시즌 경기 (2,528)에 출장한 선수로 메이저 리그에 이름을 올리고 있다. 하지만 그는 회고록에서 컵스 구단과 구단주 필립 K. 리글리에 대한 애정을 드러내면서 더 좋은 성적을 냈던 다른 팀들 대신에 컵스와 계약했던 것을 절대 후회하지 않는다고 밝혔다. 그의 별명인 "미스터 컵"("Mr. Cub")이나 "미스터 선샤인"("Mr. Sunshine")은 엄청난 그의 인기와 시종일관 잃지 않는 밝은 태도가 바탕이 된 것이었다. 어니 뱅크스하면 떠오르는 유명한 말로는 "야구를 하기에 참 아름다운 날씨군... 한 경기 더 하자!"("It's a beautiful day for a ballgame... Let's play two!")가 유명한데, 이는 그가 더블헤더를 매일하고 싶어하는 마음이 표현된 말로, 어니 뱅크스가 야구를 향해 얼마나 순수한 열정을 가졌는지 알 수 있는 대목이다.

## 사생활
어니 뱅크스는 첫 부인 몰리 엑터와 1953년에 결혼했다. 징집되어 독일에 있을 당시 편지로 엑터에게 프러포즈했고 뱅크스가 미국으로 돌아온 뒤 둘은 결혼했다. 불과 2년 만에 뱅크스가 이혼 신청 서류를 제출했지만, 1959년 초에 짧은 시간이나마 서로 화해를 하기도 했다. 하지만 그 해 여름 뱅크스가 엑터에게 위자료 대신 65,000 달러를 지급하는 것으로 이혼 소송은 마무리되었다. 이혼한지 얼마 안 돼서 뱅크스는 엘로이스 존슨이라는 여자와 바로 눈이 맞아 결혼했고, 결혼한 그 해에 바로 쌍둥이 아들을, 4년 뒤에는 딸 하나를 얻었다.
골수 공화당 지지자였던 어니 뱅크스는 1963년 시카고에서 시의회 의원으로 출마했다. 선거에서는 패배했고 나중에 다음과 같은 말을 남겼다. "사람들은 나를 야구 선수로만 안다. 사람들은 내가 다른 일은 할 수 없을 거라고 생각했으며, 어떤 노력을 해도 대중들이 나에 대해 갖고 있는 이미지를 바꿀 수 없었다. ... 내가 깨달은 것은 나에게서 야구를 완전히 떼 놓을 수는 없지만, 은퇴를 하고 나면 그러한 고정 관념을 없애기 위해 노력해야 겠다는 사실이다."
1963년에 전 부인 엑터는 예전 이혼 소송에서 합의했던, 뱅크스가 지불하기로 했던 생명 보험 증권을 지불하지 않았다는 이유로 소송을 걸었다.
1966년 오프 시즌에는 어니 씨웨이 내셔널 뱅크에서 일했고, 은행 업무 강좌 수업도 받았다. 야구 선수로 뛰면서도 주유소를 포함한 여러 사업에 참여했다. 물론 뱅크스가 다른 선수들과 비교해서 적은 연봉을 받긴 했지만, 구단주 리글리의 충고를 듣고 수입의 많은 부분을 여러 곳에 투자하는데 썼다. 시간이 흐른 후에는 보험 회사와 '뉴 월드 밴 라인'이라는 이름의 회사에서 일했다. 그렇게 열심히 재테크를 한 결과 55세가 되었을 때는 약 400만 달러를 자산으로 가지고 있었다.
1967년에 어니 뱅크스와 밥 넬슨은 미국 포드 모터 컴퍼니 판매점의 최초 흑인 담당자로 임명되었다. 밥 넬슨은 이미 제2차 세계 대전 당시 미국 육군 항공대에서 최초의 유색인 장교였었다. 또 뱅크스와 일하기 전에 이미 수입 자동차 판매 일을 하고 있었다. 1969년에는 시카고 교통국의 임원 자리를 맡게 되었다. 유럽 여행 중에는 우연히 교황을 만날 수 있었는데 그 때 교황에게 메달을 선물로 받았다.
어니 뱅크스는 두 번째 부인 엘로이스와 1981년 이혼했다. 이혼 절차 과정에서 뱅크스가 500번째 홈런을 쳤던 공을 비롯한 여러 장물이 부인에게로 넘어갔고, 이혼 절차가 마무리된 후에 다른 곳으로 팔려 나갔다. 뱅크스는 1984년에 세번째 결혼을 했다. 1993년 신시내티 레즈의 구단주 마지 쇼트의 인종 차별 논란이 벌어졌을 때 여러 단체들이 MLB 사무국에 압박을 가했었는데 이때 뱅크스의 부인 마조리도 이에 동참한 사람들 중 한 명이었다. 뱅크스는 1997년 리즈 엘지와 결혼했고 행크 에런이 신랑 측 들러리를 해줬다. 뱅크스와 엘지 부부는 2008년 말에 여자 아기를 입양했다.
어니 뱅크스의 조카인 밥 존슨은 1981년부터 83년까지 메이저 리그 텍사스 레인저스에서 포수, 1루수로 뛰었다. 또 다른 조카의 아들 에이시 로우는 텍사스 A&M 대학교를 졸업했으며 전미 농구 협회 (NBA)에서 활약한 바 있다

## 말년
미국 야구 명예의 전당 후보 자격을 갖추었던 첫 해였던 1977년에 어니 뱅크스는 바로 입성했다. 전체 투표수 383표 중에 321표를 득표했다. 이 해에는 베테랑 위원회나 니그로 리그 위원회가 선출한 선수도 몇 명 있었지만, 미국야구기자협회 (BBWAA)의 투표로 입회한 선수는 뱅크스가 유일했다. 공식적으로 그 해 8월 8일에 명예의 전당에 이름을 올렸다. 헌액식 연설에서 어니 뱅크스는 "우리에겐 모든 준비가 다 되어 있습니다 – 햇살, 맑은 공기, 우리를 위한 팀. 그러니까 한 경기 더 합시다!"고 말했다.

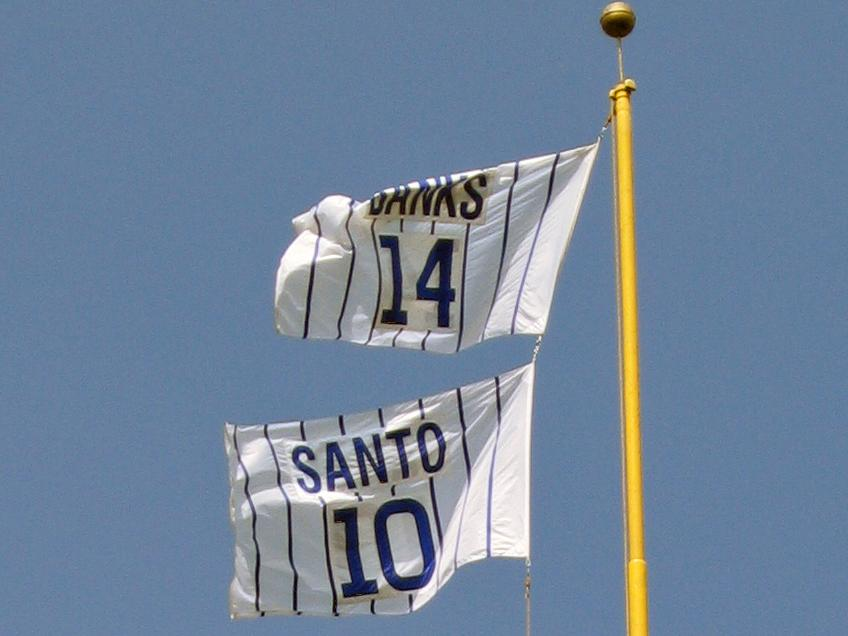
시카고 리글리 필드에 걸려 있는 어니 뱅크스의 14번 깃발.

1982년에 어니 뱅크스의 등번호였던 14번이 시카고 컵스의 영구 결번이 되었다. 이는 팀 최초의 영구 결번이었다. 영구 결번 당시 컵스 구단은 뱅크스를 영업 담당자로 고용했었다. 이후 빌리 윌리엄스가 영구 결번 받을 때까지 5년간 컵스의 유일한 영구 결번이었다. 현재까지 오직 6명의 컵스 선수와 브루클린 다저스의 재키 로빈슨만이 팀 영구 결번으로 지정되어 있다.
은퇴 후 어니 뱅크스는 팀 홍보대사를 맡았다. 하지만 작가 필 로저스는 컵스 구단이 뱅크스에게 팀에 영향력을 끼칠 수 있는 높은 자리는 한 번도 맡겼던 적이 없었다는 점을 지적했다. 구단주 리글리가 팀을 트리뷴 컴퍼니에 팔았을 당시 컵스 구단과 뱅크스와의 관계는 잠시 동안 완전히 악화되어 있었다. 로저스 작가는 당시의 뱅크스가 팀이 팔린 직후 "딱히 이유 없이 집 주변을 서성이는 미친 동네 아저씨" 같은 모습이었다고 적었다. 로저스는 뒤이어, 당시 익명을 요구한 팀 직원이 언론에 더 이상 신뢰가 가지 않는 뱅크스를 해고했다는 이야기를 했다는 내용을 자서전에 적었다. 하지만 곧 구단 측과 뱅크스는 서로 화해를 하기로 했고 다시 어니 뱅크스는 컵스의 사람으로 활동을 이어갔다.
1984년 시카고 컵스가 내셔널 리그 동부 지구 우승을 차지했을 때, 구단에서 어니 뱅크스를 팀의 명예 선수로 초대했다. 어니 뱅크스 선수 시절 이후 리글리 필드에서 처음 열린 1990년 올스타전에서, 뱅크스가 포수 마이크 소시아에게 기념 시구를 했다. 1999년에 금세기 최고의 선수들을 뽑는 메이저 리그 베이스볼 올센추리 팀에 선정되었다. 같은 해에, 미국야구연구협회 (SABR)가 선정한 역대 100명의 최고의 야구 선수들 중에서 27위에 이름을 올렸다.
2006년 6월에, 크레인스 시카고 비즈니스 신문에서 트리뷴 컴퍼니가 팀을 팔게 될 경우 뱅크스가 시카고 컵스를 사들이려 할 것이라는 내용의 기사를 보도했다. 어니 뱅크스는 어린이와 노인을 대상으로 정신적, 신체적인 건강 관리를 돕는 '라이브 어보브 & 비욘드 파운데이션'이라는 이름의 자선 단체를 세웠다. 2008년에 '어니 뱅크스 512 샤르도네'라는 이름의 자선 와인을 팔았는데, 이를 통해 얻은 수익은 그의 재단에 기부되었다. 목사 직함을 받기도 했던 그는 MLB 투수 숀 마셜의 결혼식 주례도 맡았었다.
2008년 3월 31일, 어니 뱅크스의 동상 "미스터 컵"(Mr. Cub)이 리글리 필드 앞에서 일반 대중들에게 공개되었다. 같은 해 가수 에디 베더는 "All The Way"라는 노래를 발표했는데, 뱅크스가 베더에게 시카고 컵스는 생일 선물이라는 내용의 노래를 적어달라고 부탁했기 때문에 이 노래를 만들었다고 한다. 2009년, "미국의 여러 문화, 과학, 그리고 사회 분야에서 지대한 기여를 한" 인물을 선정하는 미국 의회도서관 살아있는 전설 중에 한 명으로 어니 뱅크스가 뽑혔다. 2013년에는 빌 클린턴, 오프라 윈프리 등 다른 15명과 함께 대통령 자유 훈장을 수여받았다. 수여식 자리에서 뱅크스는 오바마 대통령에게 재키 로빈슨이 썼던 방망이를 선물했다.
뱅크스는 계속해서 컵스 구단과 친밀한 관계를 유지했고, 스프링 트레이닝 기간 때면 컵스의 스프링 캠프가 차려져 있는 애리조나의 호호캄 스타디움에서 자주 모습을 드러내기도 했다. 작가 해리 스트롱은 2013년에 다음과 같이 썼다. "시카고 컵스는 마스코트가 없지만, 굳이 필요치도 않다. 왜냐하면 프랜차이즈의 얼굴이 항상 자주 보이기 때문이다."
그 동안 여러 분야에서 활발한 활동을 펼치던 어니 뱅크스는, 곧 있으면 84번째 생일이었던 2015년 1월 23일에 시카고에 있는 한 병원에서 심장 마비로 세상을 떠났다. 많은 이들이 그의 죽음에 애도를 표했으며, 유해는 장례식이 치러진 뒤 시카고에 있는 그레이스랜드 묘지에 묻혔다.

## 같이 보기
- 500 홈런 클럽

## 주해
1. 1 2  메이저 리그는 1959년부터 1962년까지 매회 두 차례씩 올스타전을 개최했다.[5]
2. ↑  엉클 톰(Uncle Tom)은 백인에게 상당히 복종하는, 또는 백인의 비위를 맞추려는 흑인을 지칭한다.[18]
3. ↑  이는 아직도 내셔널 리그 기록으로 남아 있다. 현재 메이저 리그 기록은 1987년 뉴욕 양키스의 돈 매팅리와 2006년 클리블랜드 인디언스의 트래비스 해프너가 기록한 6개이다.[12]
4. ↑  이는 2006년 뉴욕 양키스의 마쓰이 히데키가 518경기로 경신하기 전까지 신인 최고 기록이었다.[12]
5. ↑  현재는 칼 립켄 주니어가 유격수로 345홈런으로 역대 최다 홈런 유격수로 이름을 올리고 있다.[56]